# Frédéric Vincent
Pour les articles homonymes, voir Vincent.
Frédéric Vincent, né le 20 novembre 1954 , est Président du Conseil d'Administration de Nexans. 

## Biographie
Frédéric Vincent est Président du Conseil d’administration de Nexans. 
Il occupait entre le 26 mai 2009 et le 30 septembre 2014 les fonctions de Président-Directeur Général et précédemment, le poste de Directeur Général Délégué de Nexans. 
Il rejoint Alcatel en 1986 puis le secteur Câbles et Composants en 1989 où il est nommé, en 1994, Directeur Général Adjoint (Administration et Finances) des activités télécommunications sous-marines d'Alcatel et, en 1997, de Saft, les activités Batteries d'Alcatel. De 1978 à 1985, il est membre d'un grand cabinet d'audit anglo-saxon.
Frédéric Vincent est diplômé de l'École des hautes études commerciales de Paris et de l'Institut d'études politiques de Paris. Il est licencié en Droit des affaires.